# Пікун
Піку́н — гора в Українських Карпатах в гірському масиві Горгани. Розташована неподалік села Бистриці Надвірнянського району Івано-Франківської області. Пікун є частиною хребта Довбушанки. Висота — 1657 м. Північні та північно-східні схили дуже круті, місцями з урвищами. Південно-східний та західний схили пологі, ними можна пройти відповідно до вершин Ведмежик (1737 м), Довбушанка (1754 м) і Полєнський (1693 м).
Біля підніжжя Пікуна розташоване невелике штучне озеро, яким раніше сплавляли ліс.